# جالة (زاز الشرقي)
جالة (بالفارسية: جله) هي قرية تقع في إيران في قسم زاز الشرقي الریفي. يقدر عدد سكانها بـ 27 نسمة بحسب إحصاء 2016.